# Élections municipales de 2026 à Grenoble
Pour des articles plus généraux, voir Élections municipales françaises de 2026 et Élections municipales de 2026 dans l'Isère.
Les élections municipales de 2026 à Grenoble auront lieu en mars 2026. Elles visent au renouvellement du conseil municipal et du conseil métropolitain de Grenoble-Alpes Métropole.

## Modalités du scrutin

### Dates
Ces élections se tiendront en mars 2026, les dates précises seront annoncées par décret au moins 3 mois avant le scrutin.

### Mode de scrutin
L'élection des conseillers municipaux et métropolitains se déroule selon un scrutin de liste à deux tours avec prime majoritaire : les candidats se présentent en listes complètes avec la possibilité de deux candidats supplémentaires. Lors du vote, on ne peut faire ni adjonction, ni suppression, ni modification de l'ordre de présentation des listes. Chaque bulletin de vote comporte deux listes : une liste de candidats aux seules élections municipales et une liste de ceux également candidats au conseil métropolitain.
Le nombre de sièges à pourvoir au conseil municipal de Grenoble correspond à celui des communes dont la population est comprise entre 150 000 et 200 000 habitants, soit 59 sièges. Les conseillers municipaux sont élus au suffrage universel direct pour une durée de mandat de six ans. L'élection se termine au premier tour en cas de majorité absolue. Le cas échéant, un second tour a lieu. Les listes qui ont obtenu au moins 10 % des suffrages exprimés au premier tour peuvent se présenter au second. Les candidats des listes qui ont obtenu plus de 5 % des suffrages exprimés au premier tour peuvent rejoindre une autre liste.
La liste ayant obtenu le plus de voix se voit attribuer la moitié des sièges, arrondie à l'entier supérieur si nécessaire. Ainsi, la liste majoritaire obtiens automatiquement 30 sièges. Les 29 sièges restants sont attribués à la représentation proportionnelle à la plus forte moyenne aux listes ayant obtenu au moins 5 % des suffrages exprimés au second tour (ou au premier tour en cas de tour unique).

## Contexte

### Scrutin précédent
Les élections municipales de 2020 ont été marquées par une abstention importante en raison de la pandémie de Covid-19, la participation lors du 1er tour ayant diminué de 52 % en 2014 à 42 % en 2020.
Sur le plan local, la liste majoritaire conduite par l'écologiste Éric Piolle, candidat à sa propre succession, allié notamment aux insoumis et aux communistes, renforce sa position en obtenant 4 sièges de plus qu'aux élections précédentes.
L'opposition de droite, réduite simplement aux républicains, menée par Alain Carignon, parvient à se maintenir et à conserver ses 7 sièges.
La liste du centre La République en Marche-MoDem-Agir, conduite par Émilie Chalas, réussit à entrer au conseil municipal avec 3 sièges.
Le reste de la gauche, menée par le Parti socialiste, observe un fort recul, et dépasse de justesse la barre des 10 % au 2d tour, sauvant ainsi 3 de ses 8 sièges initiaux.
Ne présentant pas de liste, le Rassemblement national perd ses 2 sièges obtenus en 2014.

### Contexte politique local
Depuis le précédent scrutin municipal, Grenoble est restée fortement ancrée à gauche : les listes de gauche cumulent la majorité des suffrages lors des élections régionales de 2021 et dépasse les 60% une fois fusionnées au second tour.
Jean-Luc Mélenchon termine largement en tête du premier tour de l'élection présidentielle de 2022 avec 38,94% des voix, suivi d'Emmanuel Macron avec 25,31%. Le président obtient ensuite plus de 78% au second tour face à Marine Le Pen.
Située sur la première et la troisième circonscription de l'Isère, la ville met largement en tête les candidats de la Nouvelle Union populaire écologique et sociale lors des élections législatives de 2022. Le ministre macroniste Olivier Véran est toutefois réélu sur la première grâce à son résultat sur les autres communes tandis que la conseillère municipale et députée sortante Émilie Chalas perd la troisième au profit de l'insoumise Élisa Martin, première adjointe de la ville.
Les listes insoumise et socialiste, menées respectivement par Manon Aubry et Raphaël Glucksmann, font presque jeu égal pour les élections européennes de 2024 tandis que la total des listes de gauche est majoritaire. Les élections législatives anticipées qui suivent voient la défaite d'Olivier Véran dans la première circonscription de l'Isère au profit de l'insoumis Hugo Prevost, actant une situation où les deux députés grenoblois sont désormais membre de La France insoumise.

Hugo Prevost doit toutefois démissionner après trois mois de mandat suite à des faits grave à caractères sexuels. Lyes Louffok, désigné pour les élections législatives partielles organisées en conséquence arrive en tête à Grenoble mais n'obtient pas un nombre de voix suffisante dans les autres communes de la circonscription, qui bascule à nouveau dans la camp présidentiel.
En mai 2023, Éric Piolle annonce qu'il ne sollicitera pas de troisième mandat.

## Candidatures déclarées
En juillet 2025 Hervé Gerbi, candidat défait lors de l'élection législative partielle de 2025 dans la 1re circonscription, est nommé chef de file pour mener la campagne des municipales par Horizons.

## Sondages
Tout sondage d'opinion est affecté par une marge d'erreur.
Une couleur arbitraire est associée à chaque institut de sondage ; ces couleurs sont une aide visuelle et ne correspondent pas à une tendance politique.

## Résultats
|                          |               |       |              |              |             |             |        |        |  |
| Tête de liste            | Tête de liste | Liste | Premier tour | Premier tour | Second tour | Second tour | Sièges | Sièges |  |
| Tête de liste            | Tête de liste | Liste | Voix         | %            | Voix        | %           | CM     | CC     |  |
|                          | Hervé Gerbi   | HOR   |              |              |             |             |        |        |  |
|                          |               |       |              |              |             |             |        |        |  |
|                          |               |       |              |              |             |             |        |        |  |
|                          |               |       |              |              |             |             |        |        |  |
|                          |               |       |              |              |             |             |        |        |  |
| Votes valides            |               |       |              |              |             |             |        |        |  |
| Votes blancs             |               |       |              |              |             |             |        |        |  |
| Votes nuls               |               |       |              |              |             |             |        |        |  |
| Total                    | Total         | Total |              | 100          |             | 100         | 59     | 36     |  |
| Abstention               |               |       |              |              |             |             |        |        |  |
| Inscrits / participation |               |       |              |              |             |             |        |        |  |